# 門出政則
門出 政則（もんで まさのり、1948年 - ） は、日本の機械工学者。佐賀大学教授、佐賀大学海洋エネルギー研究センター長、国立大学法人佐賀大学理事兼副学長を経て、九州大学特任教授。元日本伝熱学会会長。

## 人物・経歴
山口県生まれ。山口県立下関西高等学校を経て、1971年九州工業大学工学部機械工学科卒業。1976年東京大学大学院工学系研究科博士課程修了、工学博士。
その後、佐賀大学理工学部講師。1978年佐賀大学理工学部助教授。1982年シュトゥットガルト大学客員教授。1989年佐賀大学理工学部教授。1996年佐賀大学理工学部附属海洋温度差エネルギー実験施設長。2002年佐賀大学海洋エネルギー研究センターセンター長。2003年佐賀大学理工学部教授。2006年佐賀大学海洋エネルギー研究センター教授。2007年日本伝熱学会副会長、日本機械学会熱工学部門長。2008年日本学術会議連携会員。2011年国立大学法人佐賀大学教育研究評議会評議員。2012年日本伝熱学会会長。2014年定年退職。2015年九州大学水素材料先端科学研究センター特任教授、国立大学法人佐賀大学理事（研究・社会貢献担当）兼副学長。

## 受賞歴
- 日本機械学会論文賞 1978年[2]
- 日本機械学会熱工学部門賞貢献賞 1997年[2]
- 日本冷凍空調学会学術賞 2005年
- The 2005 Best Paper award from Heat Transfer Division 2005年[2]
- 日本伝熱学会学術賞 2007年[2]
- 日本機械学会熱工学部門賞研究功績賞 2009年[2]